# Старий Дор
Старий Дор (рос. Старый Дор) — присілок у складі Грязовецького району Вологодської області, Росія. Входить до складу Ком'янського сільського поселення.

## Населення
Населення — 26 осіб (2010; 26 у 2002).
Національний склад (станом на 2002 рік):
- росіяни — 96 %